# Скелетна анимация
Скелетната анимация, позната още като Rigging (монтиране, такелаж – съвкупност от въжета, скрипци и други приспособления за вдигане и пренасяне на тежести при корабни мачти и др. в случая се има предвид изграждане на система от условни виртуални „кости“, определящи местонахождението на точките, в които модела има стави, зависимостите между тях, областите, в които те влияят на модела, контролни точки и др.) е техника, особено в анимацията на гръбначни, в която типажът е дефиниран от две части: повърхностен образ служещ за обрисуване на типажа (наречен Skin – кожа) и йерархическа поредица от кости използвани само за анимация (наречени skeleton – скелет). Тази техника се използва чрез конструиране на серии от „кости“. Всяка кост може да се преобразува по три оси (вкл. местоположение, мащаб и ориентировка) и незадължителна родителска кост. Следователно костите формират йерархия, в която пълната трансформация на детски възел е продукт на трансформацията на неговия родителски възел и на неговия собствен. Така преместването на бедрената кост ще премести и подбедрицата, заедно със стъпалото и пръстите. Когато се анимира типажа, костите променят местоположението си с времето под влиянието на т.нар. анимационни контролери – animation controller.
Всяка кост от скелета е свързана с някоя порция от кожата на типажа. В най-често срещания случай на полигонален мрежови типаж костта е свързана с група върхове (vertices); например при модел на човешко същество, бедрената кост би била свързана с върховете, които образуват полигоните на бедрото на модела. Части от кожата на типажа обикновено могат да бъдат свързани с множество кости, като всяка кост притежава „разтегателен“ фактор на влияние наречен vertex weights – връхна тежест или blend weights – тежест (влияние на смесване). Тогава движението на кожата близо до ставата между двете кости, може да се влияе и от двете кости.
При полигонален модел всеки връх може да има тежест на смесване за всяка кост. За да се изчисли крайното местоположение на дадения връх, всяка трансформация на костта се прилага към местоположението на върха оразмерена спрямо съответстващата му тежест.
Предимства и недостатъци – Скелетната анимация е полезна, защото позволява на аниматора да контролира точно тези характеристики на модела, които се задвижват независимо. Типаж не би могъл да движи долната част на пищяла си без да движи горната. Типично един модел на подбедрица би имал различни елементи, които иначе аниматора би трябвало да координира по отделно. Използването на скелет позволява аниматора да игнорира дреболиите и да се съсредоточи върху цялостното едро мащабно движение. От там нататък анимацията е значително по-проста: движението може да се дефинира чрез прости трансформации на костите, вместо точка по точка в случая на пологонален мрежови модел. Недостатъка на този метод е това че той не осигурява достатъчно реалистично мускулно движение. Типаж сгъващ ръка би имал широкомащабно движение на костта, както и локално движение на кожата причинено от деформацията на мускулите под кожата. Често в анимацията за кино индустрията и все повече в игралната индустрия към костите се прикачат мускулни контролери, които имитират този ефект. Консултации с експерти по психология биха увеличили точността на мускулноскелетния реализъм с по-пълни симулации на виртуална анатомия.

## Приложения
Скелетната анимация е стандартен начин да се анимират типажи или механични обекти за дълъг период от време (обикновено над 100 кадъра). Обикновено се използва от художници на видео игри и от такива в кино индустрията.